# Хоккейный Евротур 2005/2006

## Общая таблица
| М | Команды   | В | ВО | ПО | П | Ш     | О  |
| - | --------- | - | -- | -- | - | ----- | -- |
| 1 | Россия    | 8 | 0  | 2  | 2 | 40-28 | 26 |
| 2 | Швеция    | 6 | 2  | 0  | 4 | 32-24 | 22 |
| 3 | Финляндия | 4 | 2  | 1  | 5 | 22-26 | 17 |
| 4 | Чехия     | 1 | 1  | 2  | 8 | 27-43 | 7  |

### За 3 место
- Финляндия — Чехия 3:2

### Финал
- Швеция — Россия 1:2

Голы: 1:0 Малкин (Овечкин, 27.51, бол.), 1:1 Бэкстрем (Берглунд, 31.07,бол.), 2:1 Зарипов (И.Никулин, 35.23)

## Ческа Пойиштёвна
- 1 сентября. Россия — Швеция 1:2
- 1 сентября. Чехия — Финляндия 2:1 (Б)
- 3 сентября. Финляндия — Россия 1:4
- 3 сентября. Чехия — Швеция 3:5
- 4 сентября. Швеция — Финляндия 2:0
- 4 сентября. Чехия — Россия 1:2

## Кубок Карьяла
- 10 ноября. Финляндия — Россия 3:2 Б
- 10 ноября. Швеция — Чехия 6:3
- 11 ноября. Россия — Швеция 2:3 ОТ
- 11 ноября. Чехия — Финляндия 6:2
- 13 ноября. Россия — Чехия 5:3
- 13 ноября. Финляндия — Швеция 2:1

## Кубок Росно
- 15 декабря. Швеция — Россия 1:3
- 15 декабря. Чехия — Финляндия 2:3 Б
- 17 декабря. Швеция — Чехия 1:0 ОТ
- 17 декабря. Россия — Финляндия 2:0
- 18 декабря. Финляндия — Швеция 2:1
- 18 декабря. Россия — Чехия 3:1

## Шведские Игры
- 26 апреля. Финляндия — Россия 1:3
- 26 апреля. Швеция — Чехия 3:0
- 28 апреля. Швеция — Россия 7:6
- 28 апреля. Чехия — Финляндия 1:5
- 29 апреля. Россия — Чехия 7:5
- 29 апреля. Финляндия — Швеция 2:0

### Лучший бомбардир
- Максим Сушинский — 11 очков[1]

### Лучший снайпер
- Максим Сушинский — 6 голов

### Игроки Российской сборной, выигравшие Евротур 2005/2006
Александр Ерёменко
Сергей Звягин
Александр Фомичёв
Денис Куляш
Дмитрий Воробьёв
Вадим Хомицкий
Александр Титов
Виталий Атюшов
Кирилл Кольцов
Андрей Заболотнев
Андрей Кутейкин
Сергей Жуков
Максим Сушинский
Александр Харитонов
Станислав Чистов
Игорь Мирнов
Антон Курьянов
Антон Бут
Андрей Таратухин
Иван Непряев
Данис Зарипов
Денис Платонов
Максим Соколов
Георгий Мишарин
Михаил Чернов
Евгений Королёв
Сергей Вышедкевич
Алексей Михнов
Сергей Мозякин
Евгений Гладских
Сергей Кривокрасов
Игорь Емелеев
Алексей Симаков
Александр Никулин
Владимир Антипов
Александр Сёмин
Алексей Морозов
Сергей Гусев
Евгений Варламов
Дмитрий Быков
Сергей Зиновьев
Дмитрий Власенков
Евгений Малкин
Александр Королюк
Алексей Емелин
Илья Никулин
Андрей Кручинин
Игорь Григоренко
Николай Кулёмин
Денис Архипов
Александр Овечкин